# Буї Тіен Дунг (футболіст, 1995)
Буї Тіен Дунг (в'єт. Bùi Tiến Dũng, нар. 2 жовтня 1995, Хатінь) — в'єтнамський футболіст, захисник клубу «В'єттел» і національної збірної В'єтнаму.

## Клубна кар'єра
Народився 2 жовтня 1995 року в провінції Хатінь.
У дорослому футболі дебютував 2014 року виступами за команду клубу «В'єттел». 
Привернув увагу представників тренерського штабу клубу «Хоангань Зялай», до складу якого приєднався 2015 року. Відіграв за команду з Плейку наступний сезон своєї ігрової кар'єри на правах оренди.
До складу клубу «В'єттел» повернувся 2016 року. Станом на 5 січня 2018 року відіграв за ханойську команду 46 матчів в національному чемпіонаті.

## Виступи за збірні
У 2014 році дебютував у складі юнацької збірної В'єтнаму, взяв участь у 12 іграх на юнацькому рівні, відзначившись 2 забитими голами.
У 2015 році залучався до складу молодіжної збірної В'єтнаму. На молодіжному рівні зіграв у 24 офіційних матчах.
У тому ж році дебютував в офіційних матчах у складі національної збірної В'єтнаму.
У складі збірної — учасник кубка Азії з футболу 2019 року в ОАЕ.
У 2018 році захищав кольори олімпійської збірної В'єтнаму. У складі цієї команди провів 8 матчів.
| Дата       | Місто    | Господарі | Результат | Гості   | Турнір     | Голи | Примітки |
| ---------- | -------- | --------- | --------- | ------- | ---------- | ---- | -------- |
| 08-01-2019 | Абу-Дабі | Ірак      | 3 – 2     | В'єтнам | Кубок Азії | -    |          |
| 12-01-2019 | Абу-Дабі | В'єтнам   | 0 – 2     | Іран    | Кубок Азії | -    |          |
| 16-01-2019 | Аль-Айн  | В'єтнам   | 2 – 0     | Ємен    | Кубок Азії | -    |          |
| Усього     |          | Матчів    | 3         |         | Голів      | 0    |          |

## Титули і досягнення
- Переможець Чемпіонату АСЕАН: 2018